# 결혼도감
결혼도감(結婚都監)은 고려 원종 15년 (1274년) 고려의 부녀자와 원나라의 홀아비와 총각을 혼인시키기 위해 원나라가 설치한 한국사 최초의 결혼센터이다. 이 곳은 바다 가까이에 건물이 세워지고 혼자사는 여자와 남편이 없는 여자, 또 역적의 아내나 노비의 딸 등을 원나라의 배에 실어 보내는 곳이었다.